# 川畑宏美
川畑 宏美（かわばた ひろみ、1979年3月23日 - ）は、福井県小浜市出身の女子バスケットボール選手である。ポジションはパワーフォワード。181cm。JOMOサンフラワーズ所属。ニックネームは「ラック」。「花の78年組」の一人。

## 来歴
小浜二中でバスケを始め、福井商業高校からジャパンエナジーに入社。主力選手としてJOMO黄金時代に貢献。
2004年にはアテネ五輪日本代表に選ばれる。
2005年よりJOMOの主将に就任。
2006-2007シーズンを最後に現役を引退。
引退に際し、Wリーグから功労賞が贈られた。

## 経歴
- 福井商高 - ジャパンエナジー（1997年〜2007年）